# Südamerikanische Jugendspiele 2022/Beachhandball/Junioren/Kader
Die Kaderliste der Junioren ist ein Unterartikel des Artikels Südamerikanische Jugendspiele 2022/Beachhandball.

## ArgentinienArgentinien
| Nummer | Name                     | Geburts- datum | Position   | Verein      | Spiele | Punkte | Zeitstr. | Platzv. |
| ------ | ------------------------ | -------------- | ---------- | ----------- | ------ | ------ | -------- | ------- |
|        | Facundo Sanchez Burgardt |                | Abwehr     | Ballester   |        |        |          |         |
| 5      | Giovanni Brunetta        |                | Pivot      | Velez       |        |        |          |         |
|        | Facundo Dolce            |                | Abwehr     | Once Unidos |        |        |          |         |
|        | Juan Gull                |                | Abwehr     | Quilmes     |        |        |          |         |
| 4      | Joaquín Mauch            |                | Flügel     | Ballester   |        |        |          |         |
| 8      | Juan Manuel Ramirez      |                | Torhüter   | Alta Barda  |        |        |          |         |
| 7      | Ezequiel Rozitchner      |                | Specialist | VILo        |        |        |          |         |
| 9      | Valentín Zocco           |                | Flügel     | NS Luján    |        |        |          |         |

- Trainerin: Leticia Brunati
- Co-Trainer: Alejandro Carotenuto
- Physis-Trainer: Gastón Boiman
- Physio: Andrés Etienne[6]

## BrasilienBrasilien
| Nummer | Name                                        | Geburts- datum | Position | Verein                  | Spiele | Punkte | Zeitstr. | Platzv. |
| ------ | ------------------------------------------- | -------------- | -------- | ----------------------- | ------ | ------ | -------- | ------- |
|        | Kaike Batista Machado                       |                |          | ILGC/CESP               |        |        |          |         |
|        | Matheus Costa Morigi                        |                |          | Niterói Rugby FC        |        |        |          |         |
|        | Ricardo Adriel Duarte de Oliveira Conceição |                |          | ILGC/CESP               |        |        |          |         |
|        | João Antônio Evangelista Teixeira Vital     |                |          | Milka Hand Beach        |        |        |          |         |
|        | João Matheus Freitas Felix                  |                |          | MHC/JC Boa Vista        |        |        |          |         |
|        | Gustavo Morais Pereira                      |                |          | ILGC/CESP               |        |        |          |         |
|        | Pedro Santana Raposo                        |                |          | Grêmio Vila/UNIESP/LX50 |        |        |          |         |
|        | Kauã da Silva Calcanho                      |                |          | ILGC/CESP               |        |        |          |         |

 Im Vergleich zu den kontinentalen Nachwuchs-Süd- und Mittelamerikameisterschaften ein paar Wochen zuvor wurden vier Spieler aus dem zehn Spieler umfassenden Kader gestrichen (Andrew Henrique de Lima Santos (Grêmio Vila/UNIESP/LXSO), Yalles Lara Caetano (CPH Praja Grande), Nícolaz de Souza Xavier und Vinícius Garcia Silva (beide GAHA)), zwei Neue (Matheus Costa Morigi und João Antônio Evangelista) wurden dafür berufen.

## EcuadorEcuador
| Nummer | Name                               | Geburts- datum | Position | Verein | Spiele | Punkte | Zeitstr. | Platzv. |
| ------ | ---------------------------------- | -------------- | -------- | ------ | ------ | ------ | -------- | ------- |
|        | Josthin Ariel Cantos García        | 10.10.2005     |          |        |        |        |          |         |
|        | Jorge Alexander López Gracia       | 17.11.2004     |          |        |        |        |          |         |
|        | Jordan Nahim Proaño Plúa           | 04.05.2005     |          |        |        |        |          |         |
|        | Joseph Alexander Quiñonez Marcillo | 01.12.2005     |          |        |        |        |          |         |
|        | Juan José Valencia Potosí          | 24.05.2004     |          |        |        |        |          |         |
|        | Angello Josué Villao Vera          | 10.01.2005     |          |        |        |        |          |         |
|        | Max Anderson Villaprado Laje       | 04.05.2004     |          |        |        |        |          |         |
|        | Jeremy Isidro Zea Espinoza         | 08.12.2004     |          |        |        |        |          |         |

## KolumbienKolumbien
| Nummer | Name                             | Geburts- datum | Position | Verein | Spiele | Punkte | Zeitstr. | Platzv. |
| ------ | -------------------------------- | -------------- | -------- | ------ | ------ | ------ | -------- | ------- |
|        | Jesus Manuel Álvarez Benítez     |                |          |        |        |        |          |         |
|        | Jhasser Allen Bent Cuellar       |                |          |        |        |        |          |         |
|        | Anderson David De la Rosa Rivero |                |          |        |        |        |          |         |
|        | Juan Felipe Martínez Mora        |                |          |        |        |        |          |         |
|        | Álvaro José Ricardo Altamiranda  |                |          |        |        |        |          |         |
|        | Santiago Riveros Abondano        |                |          |        |        |        |          |         |
|        | Jacobo Sandoval                  |                |          |        |        |        |          |         |
|        | Joseph Andrés Villar Ortiz       |                |          |        |        |        |          |         |

## ParaguayParaguay
| Nummer | Name            | Geburts- datum | Position | Verein | Spiele | Punkte | Zeitstr. | Platzv. |
| ------ | --------------- | -------------- | -------- | ------ | ------ | ------ | -------- | ------- |
|        | Enzo Acosta     |                |          |        |        |        |          |         |
|        | Pablo Castillo  |                |          |        |        |        |          |         |
|        | Hugo Giménez    |                |          |        |        |        |          |         |
|        | Martín González |                |          |        |        |        |          |         |
|        | Elías Martínez  |                |          |        |        |        |          |         |
|        | Javier Martínez |                |          |        |        |        |          |         |
|        | Robert Montiel  |                |          |        |        |        |          |         |
|        | Fernando Yegros |                |          |        |        |        |          |         |

- Trainer: Diego Achucarro
- Co-Trainer: Alexander Candia
- Physis-Trainer: Walter Alarcón

Im Vergleich zu den kontinentalen Meisterschaften wenige Wochen zuvor wurde der Kader um die Spieler Ezequiel Arce und David Aquino verringert.

## PeruPeru
| Nummer | Name                             | Geburts- datum | Position | Verein | Spiele | Punkte | Zeitstr. | Platzv. |
| ------ | -------------------------------- | -------------- | -------- | ------ | ------ | ------ | -------- | ------- |
|        | Mariano Stefano Bambarén Morveli |                |          |        |        |        |          |         |
|        | Cristopher Fabio Danilla Navarro |                |          |        |        |        |          |         |
|        | Kalets André Laiza Alayo         |                |          |        |        |        |          |         |
|        | Pedro Miguel Mujica Mena         |                |          |        |        |        |          |         |
|        | Jesús Marccello Ortiz Velásquez  |                |          |        |        |        |          |         |
|        | Renzo Fabián Rendón Mariño       |                |          |        |        |        |          |         |
|        | Lucas Josué Manuel Vásquez Vela  |                |          |        |        |        |          |         |
|        | Hansel Alberto Zamora Vizcarra   |                |          |        |        |        |          |         |

## VenezuelaVenezuela
| Nummer | Name                            | Geburts- datum | Position | Verein | Spiele | Punkte | Zeitstr. | Platzv. |
| ------ | ------------------------------- | -------------- | -------- | ------ | ------ | ------ | -------- | ------- |
|        | Alejandro David Aparicio Aguiar |                |          |        |        |        |          |         |
|        | Julio César García Mujica       |                |          |        |        |        |          |         |
|        | Jesús Aníbal Hernández Suárez   |                |          |        |        |        |          |         |
|        | Samuel Antonio Pacheo Dorante   |                |          |        |        |        |          |         |
|        | Daniel Alejandro Peña Terán     |                |          |        |        |        |          |         |
|        | José Gregorio Slazar González   |                |          |        |        |        |          |         |
|        | Carlos Abdiel Suárez Dorante    |                |          |        |        |        |          |         |
|        | Wilmer Rafael Toledo Rondón     |                |          |        |        |        |          |         |